# Arhynchite californicus
Arhynchite californicus is een lepelworm uit de familie Thalassematidae.
De wetenschappelijke naam van de soort werd in 1949 gepubliceerd door Walter Kenrick Fisher.